# 안드레이 체메르킨
안드레이 이바노비치 체메르킨(러시아어: Андрей Иванович Чемеркин, 1972년 2월 17일 ~)은 러시아의 전직 역도 선수이다. 체메르킨은 1996년 하계 올림픽에서 금메달을 획득했고, 2000년 하계 올림픽에서 동메달을 획득했다.

## 선수 경력
그는 세계 역도 선수권 대회에서 4번 우승했다.

## 대회 성적
| Event            | 1993 | 1994 | 1995 | 1996 | 1997 | 1998 | 1999 | 2000 | 2001 |
| ---------------- | ---- | ---- | ---- | ---- | ---- | ---- | ---- | ---- | ---- |
| 하계 올림픽      |      |      |      | 1st  |      |      |      | 3rd  |      |
| 세계 선수권 대회 | 3rd  | 2nd  | 1st  |      | 1st  | 1st  | 1st  |      | 3rd  |